# 1355
Năm 1355 là một năm trong lịch Julius.

## Sinh
- Nguyễn Phi Khanh-nhà văn nhà thơ Việt Nam (m.1428).
- Lê Lai-Công thần nhà Lê (m.1418)